# Bill és Ted – Arccal a zenébe
A Bill és Ted – Arccal a zenébe (eredeti cím: Bill & Ted Face the Music) 2020-ban megjelent amerikai sci-fi filmvígjáték, melyet Dean Parisot rendezett, és Chris Matheson, valamint Ed Solomon írt. Ez a harmadik epizódja a Bill és Ted filmsorozatnak, mely 29 évvel a Bill és Ted haláli túrája után érkezett. Keanu Reeves és Alex Winter láthatók ezúttal is a főszerepben, rajtuk kívül William Sadler játssza újra az előző filmből a Halál szerepét. 
A forgatókönyv már 2010-ben készen volt, de csak 2018-ban sikerült produkciós céget találni a leforgatásához.
2020. augusztus 28-án mutatták be az Egyesült Államokban, a koronavírus-helyzet miatt jobbára csak online videotékákban. Magyarországon 2021 júniusában az HBO GO-n debütált.

## Cselekmény
2020-ban Bill és Ted még mindig nem írták meg azt a dalt, amely egyesíteni fogja az egész emberiséget. A házasságaik és a karrierjük romokban, a téridő pedig a paradoxon miatt a megsemmisülés szélén áll. Ekkor érkezik meg a jövőből Kelly, aki az azóta elhunyt Rufus lánya, hogy magával vigye őket. Az anyja, a Nagy Vezér, elmondja nekik, hogy aznap este 7 óra 17 percig van idejük megírni a dalt, különben a világnak vége van. Mivel félnek attól, hogy ez nem sikerül idejében, egy látszólag mesteri tervet eszelnek ki: előreutaznak a jövőbe, hogy megszerezzék saját jövőbeli énjeiktől a dalt. Csakhogy jövőbeli énjüknek sem sikerült megírni azt, a feleségeik emiatt elhagyták őket, és a kudarc miatt saját múltbeli énjüket okolják.
A türelmetlen Nagy Vezér egy Dennis nevű robotot küld utánuk, hogy megölje őket, abban reménykedve, hogy ez majd stabilizálja a téridőt. Kelly visszautazik, hogy figyelmeztesse őket, de nem velük, hanem a lányaikkal, Billie-vel és Theával találkozik. Ők elhatározzák, hogy segítenek megírni a dalt. Kelly időgépével Billie és Thea összeszednek több híres zenészt: Jimi Hendrixet, Louis Armstrongot, Wolfgang Amadeus Mozartot, Ling Lunt, és Gromot, a tehetséges dobos ősembert. Billie, Thea és Kelly Kid Cudi producer segítségével már éppen összehoznák a dalt, amikor is Dennis rájuk talál, megöli őket, és emiatt a pokolra kerülnek.
Bill és Ted 2067-be utaznak, ahol jövőbeli énjeik a halálos ágyukon fekszenek. Adnak nekik egy pendrive-ot, amin a "Preston / Logan" szerzőpáros által készített dal szerepel, és amit az MP46-nál kell eljátszaniuk pontban 7 óra 17-kor. Ekkor megérkezik Dennis és elmondja nekik, hogy mit tett. Bill elpusztítja a zenét tartalmazó pendrive-ot, hogy ezzel kiprovokálja, hogy megöljék, mert csak így menthetik meg a lányokat. A terv majdnem visszafelé sül el. Mindhárman a pokolra kerülnek, ahol megtalálják a lányaikat. Régi jóbarátjuk, a Halál segítségével (akit korábban egy jogi vita miatt kiraktak az együttesből) elérik, hogy visszakerüljenek az élők közé, hogy eljátszhassák a dalt.
Az Interstate 210-es úton az MP46-os kilométerkőhöz érkeznek, még épp idejében. Ekkor jönnek rá, hogy a dalt a lányaik szerezték, és hogy sikerüljön a feladat, valamennyiüknek egyszerre kell játszania. Csatlakoznak hozzájuk a feleségeik is, majd Rufus időgépét használva végtelen számú másolatot készítenek saját magukról az időben, hogy egyszerre játsszák el a dalt. Az univerzum helyreáll, és minden visszatér a normális kerékvágásba.

## Szereplők
| Szerep                     | Színész              | Magyar hang         |
| -------------------------- | -------------------- | ------------------- |
| Bill S. Preston Őméltósága | Alex Winter          | Forgács Péter       |
| Ted "Theodore" Logan       | Keanu Reeves         | Schnell Ádám        |
| Kelly                      | Kristen Schaal       | Kovács Patrícia     |
| Theadora "Thea" Preston    | Samara Weaving       | Földes Eszter       |
| Wilhelmina "Billie" Logan  | Brigette Lundy-Paine | Mészáros Blanka     |
| Dennis                     | Anthony Carrigan     | Tasnádi Bence       |
| Joanna                     | Jayma Mays           | Bozó Andrea         |
| Elizabeth                  | Erinn Hayes          | Németh Borbála      |
| Missy                      | Amy Stoch            | Kiss Erika          |
| Nagy Vezér                 | Holland Taylor       | Halász Aranka       |
| Önmaga                     | Kid Cudi             | Széll Attila        |
| Halál                      | William Sadler       | Végh Péter          |
| Dr. Taylor Wood            | Jillian Bell         | Ligeti-Kovács Judit |
| Logan százados             | Hal Landon Jr.       | Fodor Tamás         |
| Deacon Logan               | Beck Bennett         | Varga Gábor         |
| Jimi Hendrix               | DazMann Still        | Jéger Zsombor       |
| Louis Armstrong            | Jeremiah Craft       | Orosz Ákos          |
| Wolfgang Amadeus Mozart    | Daniel Dorr          | Bardóczy Attila     |
| Ling Lun                   | Sharon Gee           | Mics Ildikó         |
| Grom                       | Patty Anne Miller    |                     |

George Carlin posztumusz látható a filmben hologramként, az első filmhez készült felvételek felhasználásával, hangját Piotr Michael adja. Lánya, Kelly Carlin cameo-szerepben látható, mint főtechnikus. Dave Grohl, "Weird Al" Yankovic, Guillermo Rodriguez és Nathan Head ugyancsak cameo-szerepben láthatóak.
Érdekesség, hogy a magyar szinkronban az első rész eredeti, "Bill és Ted oltári kalandja" című szinkronváltozatában hallható fordításhoz nyúltak vissza. Így lett a zenekar neve ismét "Vad Musztángok" az újabb fordításokban szereplő "Vad Csődörök" helyett, illetve a két főszereplő jövőben is ismert mondása így lett "Legyetek jók egymáshoz! Buli van, haverok!" az újabb szinkronok "Szeressük egymást, gyerekek! Mindent bele, haverok!" mondása helyett. Feltehetőleg azért lett ez így, mert a legelső film első szinkronját is az HBO készíttette, ellentétben a későbbi változatokkal.

## A film készítése
Az első két film után a főszereplő Reeves és Winter közeli barátságba került a forgatókönyveket jegyző Solomon/Matheson párossal, de egy esetleges folytatás az 1991-es második film után sokáig nem került szóba.
2005-ben egy rendezvény során megkérdezték Keanu Reeves-t, hogy eljátszaná-e szívesen újra Tedet, amire azt mondta, hogy igen. Ez inspirálta a többieket is, hogy elkezdjenek ötletelni egy harmadik filmen. Körülbelül 2008-ban kezdték az első terveket kiötletelni, és 2010-ben készült el a forgatókönyv vázlata. Már ekkor megvolt a cselekmény vezérfonala: a középkorú Bill és Ted még mindig nem írták meg azt a dalt, ami elhozná a világbékét. 2012-ben leszerződtették Dean Parisot-ot rendezőnek.
Bár Reeves és Winter részéről megvolt a szándék a forgatásra, a stúdiók közül kevesen érdeklődtek a film iránt. Amelyik pedig érdeklődött, az komoly mértékben bele akart szólni a forgatókönyvbe, vagy éppen reboot-olni szerette volna a szériát. Mivel az első részt nem forgalmazták szélesebb körben külföldön, így amiatt is aggódtak, hogy az érdeklődő közönség is csekély lesz. Így hát 2014-ben nyilvánosságra hozták a forgatókönyv létezését, és a rajongók segítségét kérve próbáltak nyomást gyakorolni a stúdiókra, bizonyítván, hogy igenis van igény a filmre. 
A kilátások 2014-ben kezdtek el változni. Keanu Reeves karrierje ugyanis, amely addig pár sikertelen film miatt vakvágányra került, a John Wick-nek köszönhetően újra felívelt. Ennek köszönhetően bármi olyan filmterv, amiben ő is szerepelt, hirtelen érdeklődést keltett. Sikerült is befektetőket találni a filmhez, melynek a forgatókönyvét ekkor áttervezték. Még így is pénzügyi gondokkal küzdöttek, ezért elhúzódtak az előkészületek. Megnyerték Steven Soderbergh-et producernek, és rábeszélték William Sadlert is a visszatérésre a Halál szerepében.
2017 szeptemberében az MGM szerezte meg a forgalmazás jogait, amely az akkor újraindított Orion Pictures égisze alatt tervezte azt bemutatni. Az MGM azonban nem adott pénzt, hanem 15 százalékot kért a bevételekből, illetve 15 millió dollár értékben vállalt marketingkampányt. Végül 2018. május 8-án kapott zöld utat, és 2019-ben el is kezdhették forgatni.

## Filmzene
| 1.    | Lost in Time | Big Black Delta                                                          | 4:08 |
| 2.    | Big Red Balloon | Alec Wigdahl                                                             | 3:04 |
| 3.    | Beginning of the End (Wyld Stallyns Edit)                                                                                | Weezer                                                                   | 3:27 |
| 4.    | Story of Our Lives | Cold War Kids                                                            | 3:31 |
| 5.    | Rufus Lives | Mastodon                                                                 | 3:32 |
| 6.    | Circuits of Time | Big Black Delta                                                          | 2:43 |
| 7.    | Darkest Night | Poorstacy                                                                | 2:15 |
| 8.    | The Death of Us | Lamb of God                                                              | 3:59 |
| 9.    | Breaker | Fidlar                                                                   | 3:00 |
| 10.   | Leave Me Alone | Culture Wars                                                             | 3:02 |
| 11.   | Right Where You Belong                                                                                                   | Blame My Youth                                                           | 2:40 |
| 12.   | Face the Music | Vad Musztángok (feat. Animals As Leaders, Christian Scott aTunde Adjuah) | 4:29 |
| 13.   | Ami összeköt az időn át: a szerelem kémiai, biológiai és fizikai természete, az értelem felfedezése értelemmel (1. rész) | Vad Musztángok                                                           | 3:54 |
| 43:44 | |                                                                          |      |

## Fordítás
- Ez a szócikk részben vagy egészben  a   Bill & Ted Face the Music című angol Wikipédia-szócikk ezen változatának fordításán alapul.  Az eredeti cikk szerkesztőit annak laptörténete sorolja fel. Ez a jelzés csupán a megfogalmazás eredetét és a szerzői jogokat jelzi, nem szolgál a cikkben szereplő információk forrásmegjelöléseként.